# Der Landbote
Il Der Landbote è un quotidiano svizzero in lingua tedesca della regione di Winterthur, nel Canton Zurigo.

## Storia
Il settimanale Der Landbote venne fondato a Winterthur nel 1836 quale foglio liberale destinato alle regioni di campagna. Nel 1857 divenne il quotidiano dei Giovani liberali. Tra i suoi redattori vi erano Johannes Scherr e Jakob Dubs. La tipografia e la casa editrice furono acquisite da Salomon Bleuler nel 1861. Sotto la sua direzione tra il 1860 e il 1886 il Der Landbote divenne l'organo principale, di importanza nazionale, del Movimento democratico, e l'organo del partito democratico del Canton Zurigo. Redattori di rilievo furono dal 1866 al 1870 Friedrich Albert Lange e Gottlieb Ziegler a partire dal 1877).
Dopo la morte di Bleuler, avvenuta nel 1886, l'azienda passò alla famiglia Ziegler tramite la Geschwister Ziegler, società in nome collettivo nel 1886, più tardi società in accomandita, e infine dal 1974 Ziegler Druck- und Verlags-AG, società anonima a gestione famigliare. Tra i caporedattori figurarono Oskar Huber e Oskar Hürsch.

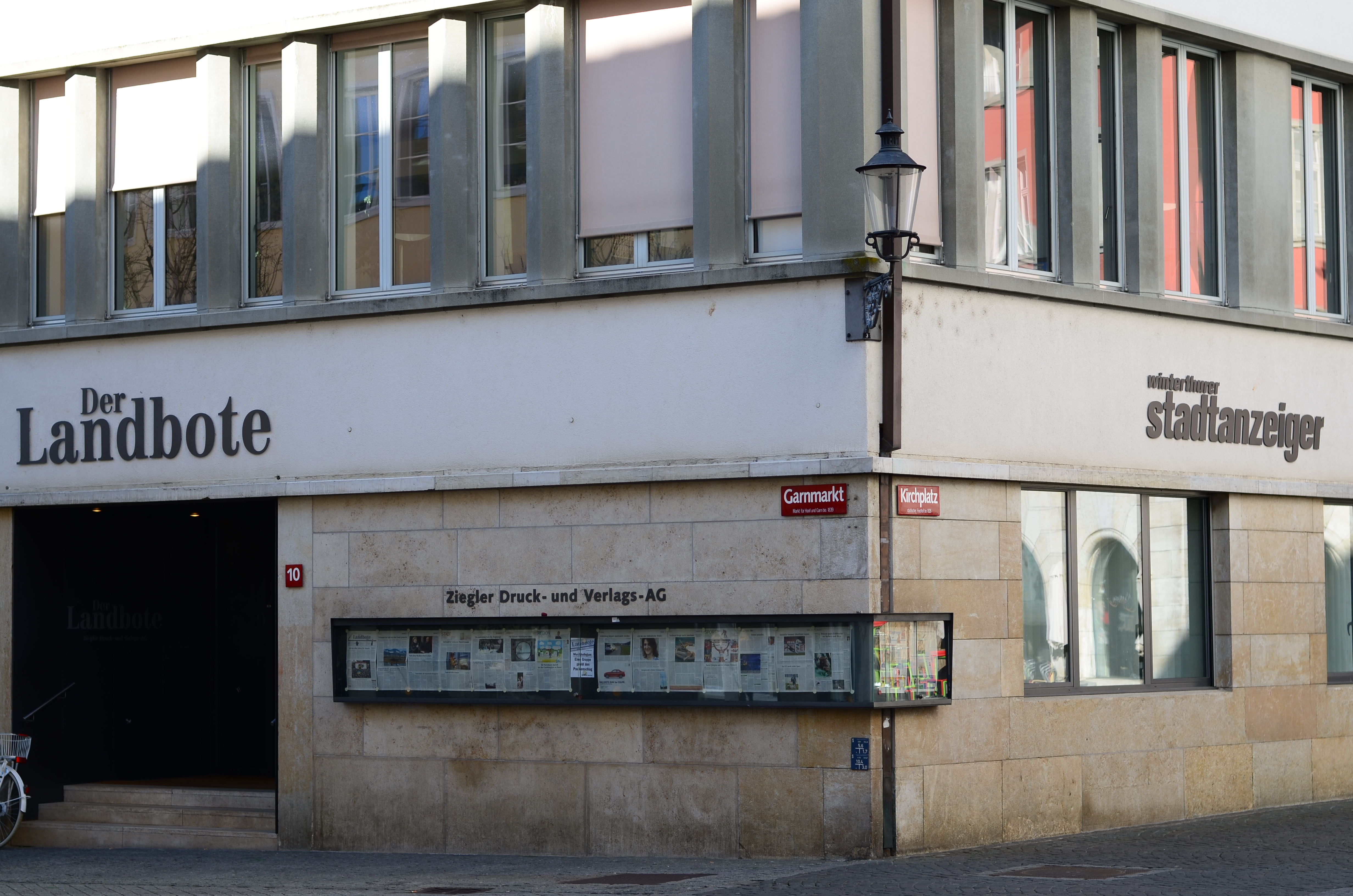
Sede della redazione a Winterthur

In seguito al declino del partito democratico del Canton Zurigo, nel 1971 il Der Landbote fu trasformato in un giornale aperto, di orientamento liberale. La tiratura aumentò costantemente: 3 080 esemplari nel 1854, 6 500 nel 1885, 9 000 nel 1914, 11 000 nel 1936, 15 650 nel 1950, 27 900 nel 1970, 40 000 nel 1986. Con una tiratura di 46 427 esemplari nel 2001, all'inizio del XXI secolo il Der Landbote divenne il principale giornale della città e della regione di Winterthur. Il 27 agosto 2013 il gruppo editoriale Tamedia acquisì la maggioranza delle azioni del quotidiano, per poi assumerne il controllo totale nel marzo 2014 per 47 milioni di franchi.